# Provincia de Saucarí
La provincia de Saucarí es una provincia de Bolivia ubicada en el departamento de Oruro. Cuenta con una población de 10 149 habitantes (2012).
La provincia está conformada por el municipio de Toledo.
La provincia fue creada por Ley de 23 de noviembre de 1963 durante el gobierno de Víctor Paz Estenssoro.

## Geografía
La provincia se ubica en la parte central del departamento de Oruro al oeste del país. Limita al este y al norte con la provincia de Cercado, al noroeste con la provincia de Nor Carangas, al oeste con la provincia de Carangas, al sur con la provincia de Sud Carangas, y al sureste con la provincia de Poopó.
En la parte sureste de la provincia está ubicada una parte del lago Poopó.

## Demografía
De acuerdo con el censo boliviano de 2024, la población de la provincia de Saucarí es de 12 115 habitantes.
La población de la provincia se ha más que duplicado en las últimas tres décadas:
| Año  | Habitantes | Fuente |
| ---- | ---------- | ------ |
| 1992 | 5 569      | Censo  |
| 2001 | 7 763      | Censo  |
| 2012 | 10 149     | Censo  |
| 2024 | 12 115     | Censo  |

| Gráfica de evolución demográfica de la provincia de Saucarí entre 1992 y 2012 |
|                                                                               |
| Fuente: Instituto Nacional de Estadística de Bolivia                          |